# Helmut Gäde

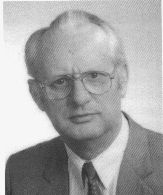
Helmut Gäde

Heinrich Helmut Gäde, auch: Gaede (* 27. April 1932 in Peckensen; † 26. Mai 2022 in Quedlinburg) war ein deutscher Pflanzenbauwissenschaftler, Saatgutbetriebswirt und Agrarhistoriker. Als wissenschaftlicher Mitarbeiter hat er von 1963 bis 1982 das DDR-System der Pflanzenzüchtung und Saatgutwirtschaft in der Leitungszentrale Quedlinburg mit aufgebaut. Danach war er bis 1997 als Organisator der Ex-situ-Reproduktion pflanzengenetischer Ressourcen in der Kulturpflanzenbank Gatersleben tätig. Das agrarhistorische Schrifttum bereicherte er mit markanten Beiträgen über den Sandbodenpionier Albert Schultz-Lupitz und über die Entwicklung des Saatgutwesens.

## Leben
Helmut Gäde entstammt einer alteingesessenen Bauernfamilie der Region Altmark. Nach jeweils vierjährigem Besuch der Volks-, Mittel- und Oberschule legte er 1950 an der Landesheimoberschule Droyßig bei Zeitz das Abitur ab. Entsprechend seinem Berufswunsch, akademisch geschulter Landwirt zu werden, schloss er bereits 1951 die Landwirtschaftslehre auf einem Bauernhof in Hagen/Altensalzwedel mit der Facharbeiterprüfung ab und studierte von 1951 bis 1954 Landwirtschaft an der Universität Rostock. Herausragende Hochschullehrer, unter anderen der Pflanzenzüchter Hans Lembke, der Agrarhistoriker Richard Krzymowski und der Betriebslehrer Asmus Petersen regten sein zukünftiges Denken und Handeln an.
Nach der bei Asmus Petersen geschriebenen Diplomarbeit über Die Altmark in agrargeographisch-betriebswirtschaftlicher Betrachtung und den Abschlussprüfungen zum Diplomlandwirt folgte von 1954 bis 1956 ein Pflicht-Berufspraktikum in Klötze/Altmark. Hier begann Gäde neben seiner Berufstätigkeit als Agrardozent an der Kreisvolkshochschule bereits erste Studien zum Agrarkulturerbe in dieser Region, wie zum Beispiel über den Sandbodenpionier Albert Schultz-Lupitz und den Moorbodenpionier Theodor Hermann Rimpau aus Kunrau.
Beruflich war Gäde mehr als fünf Jahrzehnte in Wissenschaft und Praxis mit der Saatgutwirtschaft verbunden. Die eigentliche Berufslaufbahn wurde von 1956 bis 1963 als Wissenschaftlicher Assistent und Oberassistent (seit 1960) am Institut für Acker- und Pflanzenbau wiederum an der Universität Rostock eingeleitet. Unter der Ägide von Manfred Seiffert, dem Ordinarius für Acker- und Pflanzenbau, wurde Gäde 1960 mit der Dissertation Die Schaffung alkaloidarmer Formen von Lupinus luteus in ihrem Einfluss auf den Lupinenanbau in Deutschland zum Dr. agr. promoviert.
Nach der Landwirtschafts- und Saatbaulehre und dem Studium sowie der Assistententätigkeit in Rostock hat Gäde hauptamtlich dann über zwanzig Jahre in der Leitungszentrale der Pflanzenzüchtung und Saatgutwirtschaft der DDR in Quedlinburg (1963–1982) und fünfzehn Jahre an der Deutschen Kulturpflanzen-Gen-Bank in Gatersleben (1982–1997) gewirkt. An der Humboldt-Universität Berlin erfolgte 1989/90 im Fach Agrargeschichte die Habilitation (Promotion B) mit einer Arbeit über das Lebenswerk und Vermächtnis von Albert Schultz-Lupitz (1831–1899) zur Erlangung des akademischen Grades „doctor scientiae agriculturarum“ (Dr. sc. agr.).
In seinem „Ruhestandsleben“ in Quedlinburg betätigt sich Gäde vornehmlich auf dem Gebiet der Agrarpublizistik.

## Beiträge zur Forschung und Entwicklung im Saatgutwesen
In den sieben Jahren seiner Assistentenzeit am Rostocker Pflanzenbau-Institut hat Gäde vorrangig die Unterstützung des Lehrstuhlinhabers bei der Lehrtätigkeit wahrgenommen. Die dabei eigenständig betreuten etwa 50 Diplomarbeiten und mehr als zehn mitbetreuten Dissertationen hatten überwiegend Fragen des Saat- und Pflanzgutwesens zum Inhalt. Auf dem Versuchsfeld des Instituts im Rostocker Ortsteil Biestow wurden alle im DDR-Sortimentsverzeichnis registrierten landwirtschaftlichen Kulturpflanzen in amtlichen Sortenwertprüfungen verantwortlich mitbearbeitet.
In sechs Semestern von 1960 bis 1962 hat Gäde eigene, vom Rektor der Universität erteilte Lehraufträge für Pflanzenbau und Rohstoff liefernde Nutzpflanzen mit Studierenden der Landwirtschaft und der Pädagogik durchgeführt. Im Rahmen eines speziellen Forschungsauftrages hat er die Möglichkeiten des Gelblupinen-Anbaus erkundet. Weil ihm aus politischen Gründen die weitere Hochschullaufbahn verwehrt wurde, suchte Gäde seinen zukünftigen Berufsweg in der praktischen Saatgutwirtschaft. Vielfältige bereits aufgenommene Saatbau-Beratungsdienste bei der Deutschen Saatzucht-Gesellschaft (DSG) ermöglichten einen nahtlosen Übergang in die Praxis.
Vom Generaldirektor der Vereinigung Volkseigener Betriebe Saat- und Pflanzgut (VVB) wurde Gäde 1963 als wissenschaftlicher Mitarbeiter in die Leitungszentrale nach Quedlinburg berufen, wo er bis 1982 insgesamt sechs umfassende Forschungsaufträge und mehr als hundert Betriebsprojektierungen in Saatzuchtgütern und DSG-Betrieben bearbeitete. Zunächst ging es um die Fruchtfolgegestaltung und Saatbauprofilierung auf über 110.000 Hektar der zum Wirtschaftszweig gehörenden Spezialbetriebe. Die integrierten 55 Zuchtstationen gewährleisteten einen über 90-prozentigen Saatgutwechsel auf allen Nutzflächen in der DDR. Diese von Gäde geleitete Entwicklungsplanung mit Methoden der Operations Research erreichte in einem Zeitraum von dreißig Jahren einen hohen ökonomischen Wirkungsgrad und wurde international anerkannt.
1982 hat Gäde, wiederum aus politischen Gründen (kein SED-Mitglied, zu viel „Westverwandtschaft“), nochmals einen Arbeitsplatzwechsel vorgenommen. Dieser erfolgte zur Deutschen Akademie der Wissenschaften (DAW) in das Zentralinstitut für Genetik und Kulturpflanzenforschung in Gatersleben/Sachsen-Anhalt. In der dort stationierten weltbedeutenden Deutschen Kulturpflanzenbank (Genbank) übernahm er die Leitungsaufgabe, jährlich einen genetisch identischen Reproduktionsanbau mit mehr als 10.000 Pflanzensippen zu organisieren. Im Ergebnis sind jährlich mehr als 15.000 Saatgutmuster an Forscher, Züchter und Botaniker in über einhundert Länder der Erde kostenlos abgegeben worden.
Die Forschungsaufgaben von Gäde konzentrierten sich vorrangig auf die standortgerechte Bewirtschaftung der 85 Hektar umfassenden Versuchsfelder und Gärtnereien sowie auf das Management des Struktur- und Funktionsmodells einer im Weltmaßstab mustergültigen „Arche Noah“ zur Erhaltung eines „Erbes der Menschheit“ (Bezeichnung der Food and Agriculture Organization/FAO in Rom). Die Deutsche Kulturpflanzenbank Gatersleben wurde zum Prototyp der seit 2008 von den Vereinten Nationen auf Spitzbergen eingerichteten Welt-Genbank für Kulturpflanzen.

## Beiträge zur Geschichte der Agrarwissenschaften
Als gelernter Acker- und Pflanzenbauer sowie als Betriebswirtschaftler hat Gäde seine wissenschaftlichen Publikationen explizit den Leitlinien „Erhaltung und Mehrung der Bodenfruchtbarkeit“ sowie „Bewahrung und Pflege des Landwirtschaftlichen Kulturerbes“ zugeordnet. Unter dem Aspekt der Bodenfruchtbarkeit setzte er dem altmärkischen Sandbodenpionier Albert Schultz-Lupitz in 50-jähriger Forschungsarbeit durch zahlreiche Publikationen ein bleibendes Denkmal in der Geschichte der Agrarwissenschaften. Das Lebenswerk dieses Agrarpioniers und dessen Verdienste um den Landbau hat Gäde 1999 vor allem in der Festschrift Die Tat lebt – und das Erbe. – Ein Schultz-Lupitz-Memorial aus Anlass der Wiederkehr des 100. Todestages eingehend gewürdigt.
Neben den Schultz-Lupitz-Publikationen hat Gäde die Jahrzehnte seiner beruflichen Tätigkeit vor dem Hintergrund der jüngeren deutschen Zeitgeschichte als agrargeschichtliche Dokumentationen ausführlich beschrieben. Dazu zählen die Beiträge zur Geschichte der Pflanzenzüchtung und Saatgutwirtschaft in den fünf neuen Bundesländern Deutschlands (1993), die Monografie über Die Kulturpflanzenbank Gatersleben – Geschichte und Entwicklung (1998) sowie Die Saatzucht in Quedlinburg – ein Dialog mit der Geschichte von den Anfängen bis zur Gegenwart (2003) und als aktualisierte Neuauflage Die Saatgutwirtschaft in Quedlinburg im Wandel der Zeiten (2009).
Einen besonderen Stellenwert unter den agrarhistorischen Publikationen Gädes hat die im Vermächtnis von Asmus Petersen angefertigte Biografien-Sammlung, die unter dem Titel Auf dem Felde der Aehre. Landwirtschaftliches Kulturerbe in Deutschland (2004) erschienen ist. Dieses umfassende Kompendium der Landwirtschaftslehre ist kein Lexikon, wie in der Biografik allgemein üblich, sondern eine personifizierte Darstellung der deutschen Landwirtschafts- und Gartenbauwissenschaft in chronologischer Reihenfolge. Das agrarkulturelle Erbe im deutschsprachigen Kulturraum wird damit schrittweise in Raum und Zeit erfasst.

## Publikationen
- Die Schaffung alkaloidarmer Formen bei Lupinus luteus auf den Lupinenanbau in Deutschland. Diss. agr. Rostock 1960. Maschinenschrift.
- Untersuchungen über die Bewurzelungsverhältnisse gelbblühender Lupinen auf leichten Böden. In: Albrecht-Thaer-Archiv Bd. 6, 1962, S. 359–375.
- Organisation des Saat- und Pflanzgutwesens in der DDR. Teilkapitel in: Grundlagen der Pflanzenproduktion. Lehrbuch für Agraringenieurschulen, herausgegeben von Paul Müller. Landwirtschaftsverlag Berlin 1971; alle weiteren Auflagen ebd.: 2. Aufl. 1976, 3. Aufl. 1981, 4. Aufl. 1985, 5. Aufl. 1987.
- Lebenswerk und Vermächtnis des Landwirtes Albert Schultz-Lupitz (1831–1899). Diss. B (Habilitationsschrift) Humboldt-Universität Berlin 1989. – Als bibliophile Buchausgabe unter dem Titel: Albert Schultz-Lupitz (1831–1899). Lebenswerk und Vermächtnis eines deutschen Sandbodenpioniers und Mitbegründers der Deutschen Landwirtschafts-Gesellschaft (DLG). Herausgegeben von der Deutschen Saatveredelung Lippstadt 1991.
- Beiträge zur Geschichte der Pflanzenzüchtung und Saatgutwirtschaft in den fünf neuen Bundesländern. Parey, Berlin und Hamburg 1993; zugl. Vorträge für Pflanzenzüchtung Heft 23.
- Bodenfruchtbarkeit und Bodengenetik. Reminiszenzen an den Sandbodenpionier Albert Schultz-Lupitz (1831–1899). In: Albrecht-Thaer-Archiv Bd. 27, 1996, S. 101–119.
- Die Tat lebt – und das Erbe. – Ein Schultz-Lupitz-Memorial. Verlag Dr. Ziethen Oschersleben 1998.
- Die Kulturpflanzenbank Gatersleben – Geschichte und Entwicklung. Verlag Ruth Gerig Quedlinburg 1998.
- Zum 100. Todestag von Albert Schultz-Lupitz. In: Zeitschrift für Agrargeschichte und Agrarsoziologie Jg. 46, 1999, S. 1–26.
- Saatzucht in Quedlinburg. Ein Dialog mit der Geschichte von den Anfängen bis zur Gegenwart. Ara-Verlag Quedlinburg 2003.
- Auf dem Felde der Aehre – Landwirtschaftliches Kulturerbe in Deutschland. docupoint Verlag Magdeburg 2004.
- Schlussblende – Ein agrarhistorischer Exkurs zum landwirtschaftlichen Kulturerbe. (Zum Gedenken an die 175. Wiederkehr des Geburtstages von Albert Schultz-Lupitz). docupoint Verlag Magdeburg 2006.
- Lupinen-Doktor & Schultz-Lupitz-Forscher. Auszüge aus den Lebenserinnerungen eines altmärkischen Landwirts. Privatdruck, Curriculum Vitae Gaedensis Folge 10,  Quedlinburg 2009 (mit Fotos und Publikationsverzeichnis).
- Saatgutwirtschaft in Quedlinburg im Wandel der Zeiten. docupoint Verlag Magdeburg 2009.
- Wege und Umwege der Markennamen von Quedlinburger Saatgutwirtschaften, docupoint GmbH Barleben, 2010